# La Chevrolière
 La Chevrolière  es una población y comuna francesa, situada en la región de Países del Loira, departamento de Loira Atlántico, en el distrito de Nantes y cantón de Saint-Philbert-de-Grand-Lieu.

## Demografía
| 2004 | 2139 | 2444 | 3368 | 4272 | 4851 |
| Para los censos de 1962 a 1999 la población legal corresponde a la población sin duplicidades (Fuente: INSEE [Consultar]) |      |      |      |      |      |